# Ghigo II d'Albon
Ghigo II d'Albon, detto il pingue (in francese Guigues IIème d’Albon dit le Pinguis (1025 circa – 1079), fu conte del Grésivaudan e del Briançonnais dal 1070 al 1079.
Era figlio di Ghigo I d'Albon e di Adelaide di Savoia-Albon († ca. 1025), figlia di Umberto I Biancamano; apparteneva alla famiglia degli Albon.

## Biografia
Egli si preoccupò molto di consolidare il suo potere territoriale e, ove possibile, aumentarlo. A questo scopo gli giovarono i suoi due matrimoni, il primo, avvenuto il 27 aprile 1050, con Petronilla di Royan, proveniente da una potente famiglia di conti di Valentinois e sorella del vescovo di Grenoble; il secondo, avvenuto il 10 maggio 1070, con Ines di Barcellona, figlia del conte di Barcellona Raimondo Berengario I e di Almodis de La Marche, di una potentissima famiglia imparentata anche con gli Altavilla.
I territori sotto il controllo di Ghigo erano quelli a sud di Vienne, intorno a Grenoble (Cornillon, Uriol, Varces fino a Briançon). A quei tempi le terre di Ghigo non avevano una continuità geografica, ma come dimensioni erano già paragonabili a quelle dei conti di Savoia od a quelle del Valentinois e decisamente superiori a qualunque di quelle dei suoi vicini. Pur non essendo passato alla storia per alcunché di rimarchevole, Ghigo II ebbe il merito di rafforzare la dinastia degli Albon.

## Matrimoni e discendenza
Da Petronilla di Royan Ghigo ebbe:
- Ghigo, suo successore come conte di Albon (il primo a fregiarsi ufficialmente di questo titolo)
- Adelaide, andata sposa a Sibaldo I di Clermont

Da Ines di Barcellona Ghigo ebbe:
- Ghigo-Raimondo, che nel 1091 sposò Ida di Forez, ereditiera della contea di Forez

## Fonti
- (FR) Atelier des Dauphins [collegamento interrotto], su atelierdesdauphins.com.
- (FR) genealogy.euweb, su genealogy.euweb.cz.